# Endre Molnár
Endre Molnár (ur. 23 lipca 1945 w Gheorgheni) – węgierski piłkarz wodny i trener. Wielokrotny medalista olimpijski.
Urodził się na terenie Siedmiogrodu. Na igrzyskach startował cztery razy (1968-1980) i za każdym razem zdobywał medale. Dwukrotnie był mistrzem Europy (1974 i 1977). Był zawodnikiem Spartacusa Budapeszt.